# Aeropuerto de Jérémie
El Aeropuerto Jérémie (en francés: 'Aéroport Jérémie') (IATA: JEE, ICAO: MTJE) es un quinto aeropuerto en tráfico de pasajeros de Haití. 
El aeropuerto sirve rutas y vuelos chárter regionales conectando con Port-au-Prince. 

## Aerolíneas de pasajeros
- Caribintair, (Port-au-Prince)
- Tortug' Air (Port-au-Prince)